# Прощай оружие (альбом)
«Прощай оружие» (стилизуется как «ПРОЩАЙ ОРУЖИЕ»)— двенадцатый студийный альбом российского музыканта Дельфина, выпущенный лейблом «М2» 17 марта 2023 года.
Альбом состоит из девяти композиций, представленных в жанрах, характерных для 1980-х — начала 1990-х годов: синти-поп, постпанк, нойз, шугейз, дрим-поп. В его записи приняли активное участие гитарист Игорь Бабко и пианист Сергей Лебедев. По словам музыканта, название было вдохновлено одноимённым романом американского писателя Эрнеста Хемингуэя, в котором рассказывается о любви на фоне Первой Мировой войны.
В поддержку выхода релиза Дельфин выпустил видеоклипы на треки «Прекрасно» и «GN-z11», по сюжету которых музыкант желает скрыться в прошлом, уехать в Китай или улететь в космос, лишь бы не оставаться здесь и сейчас.

## Об альбоме
Альбом был впервые анонсирован в официальной группе Дельфина в VK 15 февраля 2023 года. По сообщению самого музыканта название напрямую связано с книгой Эрнеста Хэмингуэя «Прощай, оружие!». В качестве обложки альбома был выбран снимок британского фотографа Грейс Робертсон 1955 года с изображением молодой пары, наблюдающей за прибоем. Этот снимок, по мнению Лысикова, максимально точно иллюстрирует настроение пластинки: взаимоотношения двух любящих друг друга людей.
В интервью для сайта «Афиша Daily» музыкант вкратце рассказал о том, как делался альбом:

Предполагая новую запись, я перебирал наброски в компьютере и понял, что их набралось столько, что пора делать из этого пластинку. Что‑то вошло, что‑то поменялось кардинально. К мелодиям относительно быстро возникли слова. И получился альбом «Прощай оружие».

## Список композиций
| №  | Название    | Длительность |
| -- | ----------- | ------------ |
| 1. | «Ты»        | 3:47         |
| 2. | «Прощение»  | 5:35         |
| 3. | «∞»         | 4:41         |
| 4. | «Прекрасно» | 5:28         |
| 5. | «GN-z11»    | 4:14         |
| 6. | «Моя»       | 4:23         |
| 7. | «Обещание»  | 5:04         |
| 8. | «Миф»       | 4:33         |
| 9. | «Слепота»   | 7:18         |

## Участники записи
- Андрей Лысиков (Дельфин) — тексты, вокал, программирование, продюсирование;[2]
- Василий Яковлев — барабаны;
- Игорь Бабко — гитара, бас;
- Сергей Лебедев — клавишные;
- Дмитрий Мусатов — тех. поддержка;
- Александр Майоров — тех. поддержка;
- Влад Афанасов — запись, сведение;
- Scott Hull — мастеринг, Masterdisk Studio;
- Владимир Тепляков — менеджмент